# Pico Toledo
Der Pico Toledo (spanisch) ist ein Berg im Palmerland auf der Antarktischen Halbinsel. Er ragt etwa 70 km ostnordöstlich des Mount Coman auf.
Chilenische Wissenschaftler benannten ihn. Namensgeber ist Unterleutnant Raúl Toledo Castillo von der Fuerza Aérea de Chile, Pilot einer der drei Sikorsky VS-300 bei der 4. Chilenischen Antarktisexpedition (1949–1950).